# لویی یاماگوچی
لویی یاماگوچی (ژاپنی: 山口 瑠伊؛ زادهٔ ۲۸ مهٔ ۱۹۹۸) یک بازیکن فوتبال اهل ژاپن است.
از باشگاه‌هایی که در آن بازی کرده‌است می‌توان به باشگاه فوتبال اکسترمادورا و باشگاه فوتبال رکریتیوو اوئلوا اشاره کرد.